# 克雷姆尼茨河
50°17′51.5″N 11°22′0″E / 50.297639°N 11.36667°E

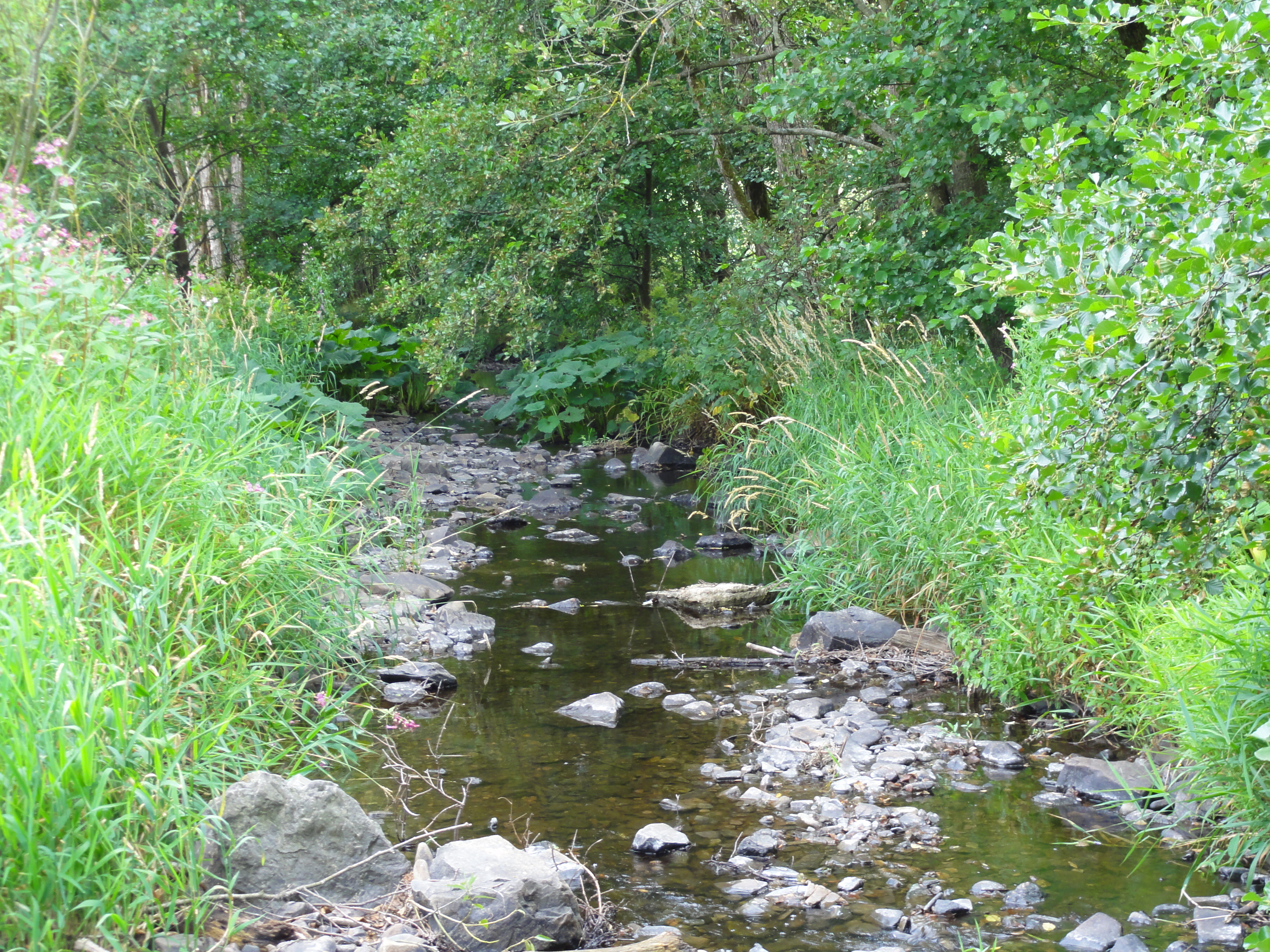
克雷姆尼茨河

克雷姆尼茨河（德語：Kremnitz），是德國的河流，位於該國東南部，由巴伐利亞負責管轄，在威廉斯塔爾附近與格林珀爾河匯流成為克羅納赫河，河道全長19.7公里。